# Torquigener albomaculosus
Torquigener albomaculosus è la ventesima specie scoperta del genere Torquigener. È stata rinvenuta nelle acque oceaniche intorno all'arcipelago delle Ryukyu Islands in Giappone al largo della costa meridionale dell'isola di Amami Oshima. La specie è stata osservata in un range batimetrico da 10 a 27 m (33–89 ft). La testa e il corpo del pesce sono colorati di bruno con puntini bianchi sul dorso. Il ventre è bianco argentato con puntini bianchi.
I maschi sono noti per creare dei nidi di forma circolare nella sabbia che possono misurare 2 m (6,6 ft) di diametro. Nidi di questo tipo sono stati notati sin dal 1995, ma la loro creazione è rimasta un mistero fino alla scoperta di questa specie. I nidi sono creati per attrarre potenziali compagne attraverso il design accattivante e l'abilità nel raccogliere e ordinare i fini granelli di sabbia, entrambi criteri che influenzano la scelta della femmina riguardo al partner. I maschi non riutilizzano mai lo stesso nido. Dal 2014, questa è considerata l'unica specie di pesce palla in grado di creare tali strutture.
Nel 2015, l'International Institute for Species Exploration Archiviato il 14 luglio 2016 in Internet Archive. ha nominato questa specie come una delle "Top 10 New Species" tra le nuove specie scoperte nel 2014.